# Bruinrugvinkleeuwerik
De bruinrugvinkleeuwerik (Eremopterix leucotis) is een vogel uit de familie van de leeuweriken (Alaudidae) die voorkomt in Sub-Saharisch Afrika.

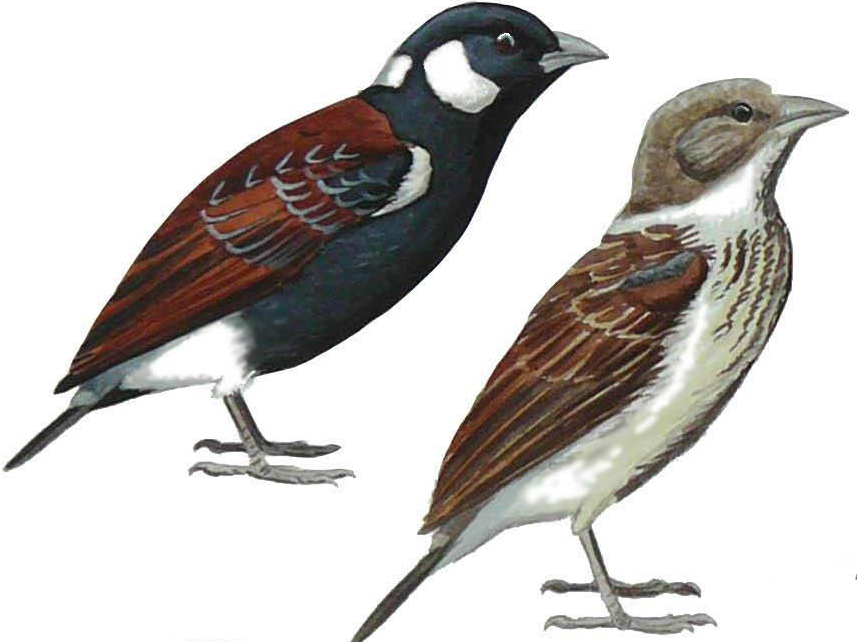
Afbeelding van mannetje en vrouwtje

## Kenmerken
De vogel is 12 tot 14 cm lang en weegt 12 tot 21 g. Het is een kleine vinkleeuwerik waarbij het mannetje sterk verschilt van het vrouwtje. Het mannetje heeft een zwarte kop, borst en buik met een duidelijke, grote witte vlek achter het oog. Vanboven is de vogel kastanjebruin. Het vrouwtje mist het duidelijke zwart en is licht gekleurd op de borst en is bruin gestippeld. op de keel, borst en buik. Van boven is zij (net als het mannetje) kastanjebruin. De snavel is lichtgrijs, de poten zijn vleeskleurig.

## Verspreiding en leefgebied
Deze soort komt wijdverspreid voor in Afrika ten zuiden van de Sahara en telt vijf ondersoorten:
- E. l. melanocephalus (Senegal en Gambia tot Midden-Soedan)
- E. l. leucotis (ZO-Soedan, Eritrea, Ethiopië en NW-Somalië)
- E. l. madaraszi (Z-Somalië en Kenia tot N-Malawi en N-Mozambique)
- E. l. hoeschi (Z-Angola en N-Namibië tot W-Zimbabwe)
- E. l. smithi (Z-Zambia en Z- Malawi tot het oosten van Zuid-Afrika)

Het leefgebied bestaat uit halfwoestijnen, open grasland, droge savanne. De vogel wordt ook vaak waargenomen op afgebrande terreinen en pas geploegd land.

## Status
De grootte van de populatie is niet gekwantificeerd. De bruinrugvinkleeuwerik is redelijk algemeen en plaatselijk zelf algemeen. Om deze reden staat deze leeuwerik als niet bedreigd op de Rode Lijst van de IUCN.